# Penthe rufopubens
Penthe rufopubens is een keversoort uit de familie winterkevers (Tetratomidae). De wetenschappelijke naam van de soort werd in 1876 gepubliceerd door Sylvain Auguste de Marseul.